# 5862 Sakanoue
5862 Sakanoue este un asteroid din centura principală de asteroizi.

## Descriere
5862 Sakanoue este un asteroid din centura principală de asteroizi. A fost descoperit pe 13 ianuarie 1983 la Geisei de Tsutomu Seki. El prezintă o orbită caracterizată de o semiaxă mare de 2,39 ua, o excentricitate de 0,15 și o înclinație de 3,4° în raport cu ecliptica.